# Pete Vukusic
Pete Vukusic (* 20. Jahrhundert) ist ein britischer Physiker. Er ist seit 2013 ordentlicher Professor für Bio-Photonik an der University of Exeter.

## Leben
Nach seiner Promotion zum PhD hatte Vukusic nicht nur der Hochschulwelt, sondern der Forschung insgesamt den Rücken gekehrt: Er wurde zunächst Physiklehrer an einer weiterführenden Schule. Nach etwa drei Jahren jedoch kehrte er zurück in die Wissenschaft: sein Doktorvater holte ihn in ein Projekt über Schmetterlinge als unbezahlten Postdoc. Seinen Lebensunterhalt musste Vukusic zunächst durch Lehraufträge bestreiten. Schon nach einem halben Jahr jedoch konnte Vukusic mit einem Antrag vom Biotechnology and Biological Sciences Research Council (BBSRC) die Finanzierung für drei Jahre einwerben.
Anschließend gewann Vukusic beim BBSRC ein 5-jähriges David Phillips Research Fellowship (2001–2006). Zwischenzeitlich bewarb er sich erfolgreich auf eine Stelle als Lecturer für Optik an seiner Universität (2003–2005); 2005 wurde er zum Senior Lecturer befördert, 2008 zum Associate Professor.

## Veröffentlichungen
- P. Vukusic: Structural colour: elusive iridescence strategies brought to light. In: Current Biology. Vol. 21, Nr. 5, 2011, S. R187-R189, doi:10.1016/j.cub.2011.01.049.
- P. Vukusic: Natural designs for manipulating the appearance of surfaces, 20th Biennial Symposium of the International-Colour-Vision-Society, Universität Minho, Braga, Portugal, OPHTHALMIC AND PHYSIOLOGICAL OPTICS, volume 30, no. 5. 2010, S. 435–445, doi:10.1111/j.1475-1313.2010.00742.x.
- P. Vukusic: Advanced photonic systems on the wing-scales of lepidoptera. Springer Netherlands, 2009, S. 237–258, doi:10.1007/978-1-4020-6697-9_13.
- P. Vukusic: Materials science. Evolutionary photonics with a twist. In: Science. Vol. 325, Nr. 5939, 2009, S. 398–399, doi:10.1126/science.1177729.

## Preise und Auszeichnungen
- 2014 Lawrence-Bragg-Preis des Institute of Physics[1]
- 2013: Kohn Award der Royal Society